# Ferrovia Altamura-Avigliano-Potenza
La ferrovia Altamura-Avigliano-Potenza è una linea ferroviaria a scartamento ridotto costruita fra il 1930 e il 1934 dalle Ferrovie Appulo Lucane. Vi è una diramazione dalla stazione di Avigliano Lucania (comune con l'infrastruttura gestita da Rete Ferroviaria Italiana) ad Avigliano Città.
La linea è gestita dalle Ferrovie Appulo Lucane. Sulla tratta Potenza - Avigliano Lucania - Avigliano Città viene esercito il servizio ferroviario metropolitano di Potenza.

## Percorso
|  | Continuation backward | Continuation backward |

|  | Station on track | Non-passenger station/depot on track |

| Unknown route-map component "d" |  | Unknown route-map component "ABZgl" | Unknown route-map component "KRZu" | Unknown route-map component "dCONTfq" |

|  | Straight track | Unknown route-map component "eHST" |

|  | Station on track | Unknown route-map component "kDST3" |

| Unknown route-map component "CONTgq" | Unknown route-map component "kKRZr+1u" | Unknown route-map component "kSTRc4" |

| Unknown route-map component "eHST" |

| Unknown route-map component "STR+GRZq" |

| Unknown route-map component "eHST" |

| Small bridge over water |

| Station on track |

| Station on track |

| Unknown route-map component "eHST" |

| Stop on track |

| Station on track |

| Small bridge over water |

| Unknown route-map component "eHST" |

| Stop on track |

| Station on track |

| Enter and exit tunnel |

| Station on track |

| Station on track |

| Stop on track |

| Unknown route-map component "dCONTgq" | Unknown route-map component "STR+r" | Unknown route-map component "STR2" | Unknown route-map component "STRc3" | Unknown route-map component "d" |

| Unknown route-map component "dCONTgq" | Unknown route-map component "KRZu" | Unknown route-map component "STR+r" + Unknown route-map component "STRc1" | Unknown route-map component "STR+4" | Unknown route-map component "d" |

| Unknown route-map component "BHF-L" | Unknown route-map component "BHF-R" | Straight track |

| Unknown route-map component "KRWg+l" | One way leftward + Unknown route-map component "KRWr" | One way rightward |

| Stop on track |

| Non-passenger station/depot on track |

| Enter and exit tunnel |

| Stop on track |

| Unknown route-map component "ABZg2" | Unknown route-map component "STRc3" |  |

| Station on track + Unknown route-map component "STRc1" + Unknown route-map component "HUBaq" | Unknown route-map component "BHF+4" + Unknown route-map component "HUBeq" |  |

| Stop on track | Unknown route-map component "LSTR" |  |

| Enter and exit short tunnel | Unknown route-map component "LSTR" |  |

| Station on track | Unknown route-map component "LSTR" |  |

| Stop on track | Unknown route-map component "LSTR" |  |

| Straight track | Unknown route-map component "ABZg+l" | Unknown route-map component "CONTfq" |

| Stop on track + Unknown route-map component "HUBaq" | Station on track + Unknown route-map component "HUBeq" |  |

| Station on track | Straight track |  |

| Unknown route-map component "KBHFxe" | Unknown route-map component "kSTR3" |  |

| Unknown route-map component "dCONTgq" | Unknown route-map component "xkKRZr+1o" | Unknown route-map component "kSTRc4" |  | Unknown route-map component "d" |

| Unknown route-map component "exCONTf" |

| Continuation backward |

| Unknown route-map component "CONTgq" | Unknown route-map component "ABZg+r" |  |

| Station on track |

|  | Unknown route-map component "KRWgl" | Unknown route-map component "KRW+r" |

| Unknown route-map component "CONTgq" | Unknown route-map component "KRZo" | One way rightward |

| Stop on track |

| Enter and exit tunnel |

| End station |

## Servizio metropolitano di Potenza

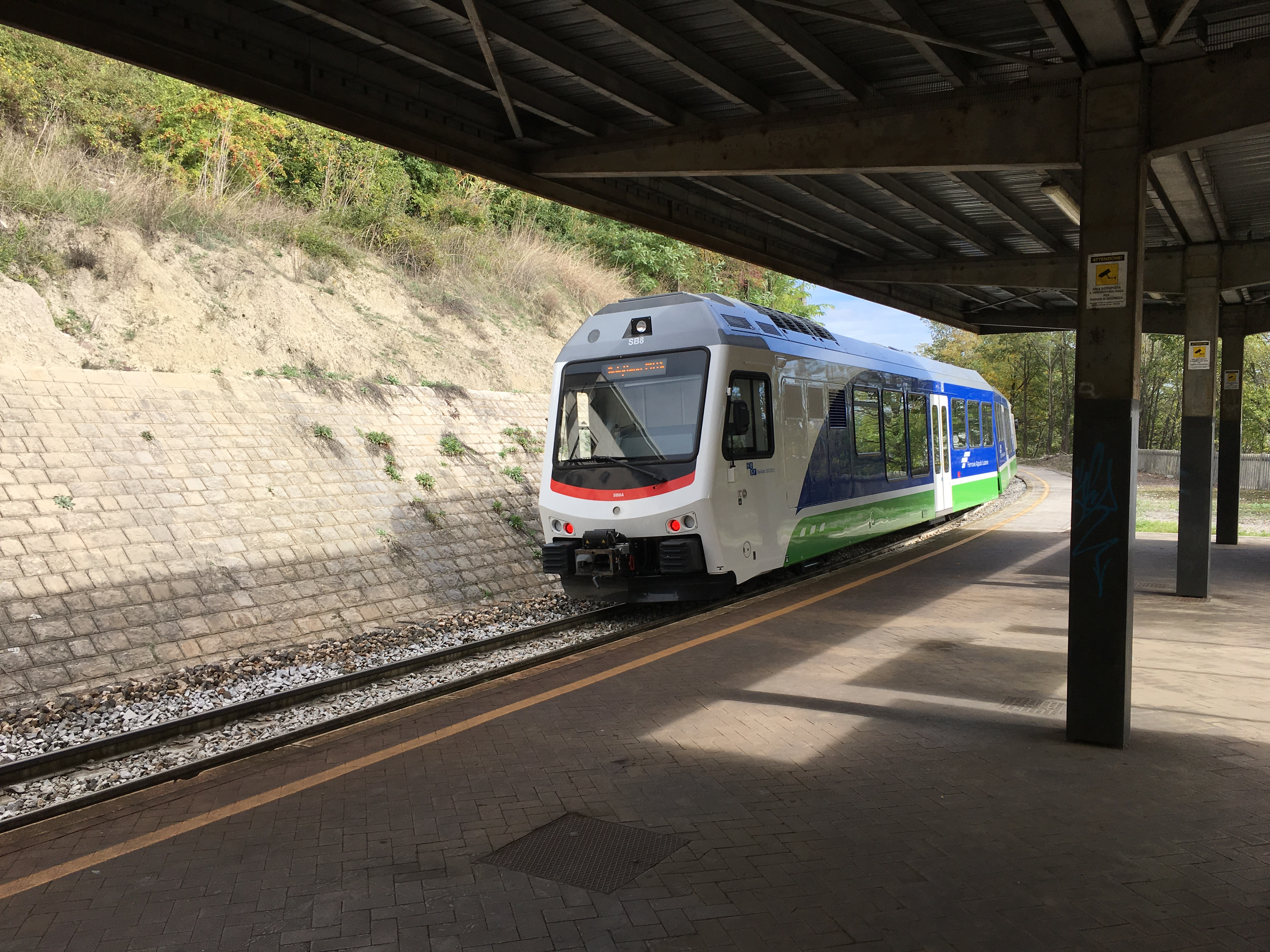
FAL SB8 alla stazione di Potenza Inferiore

Schema delle stazioni

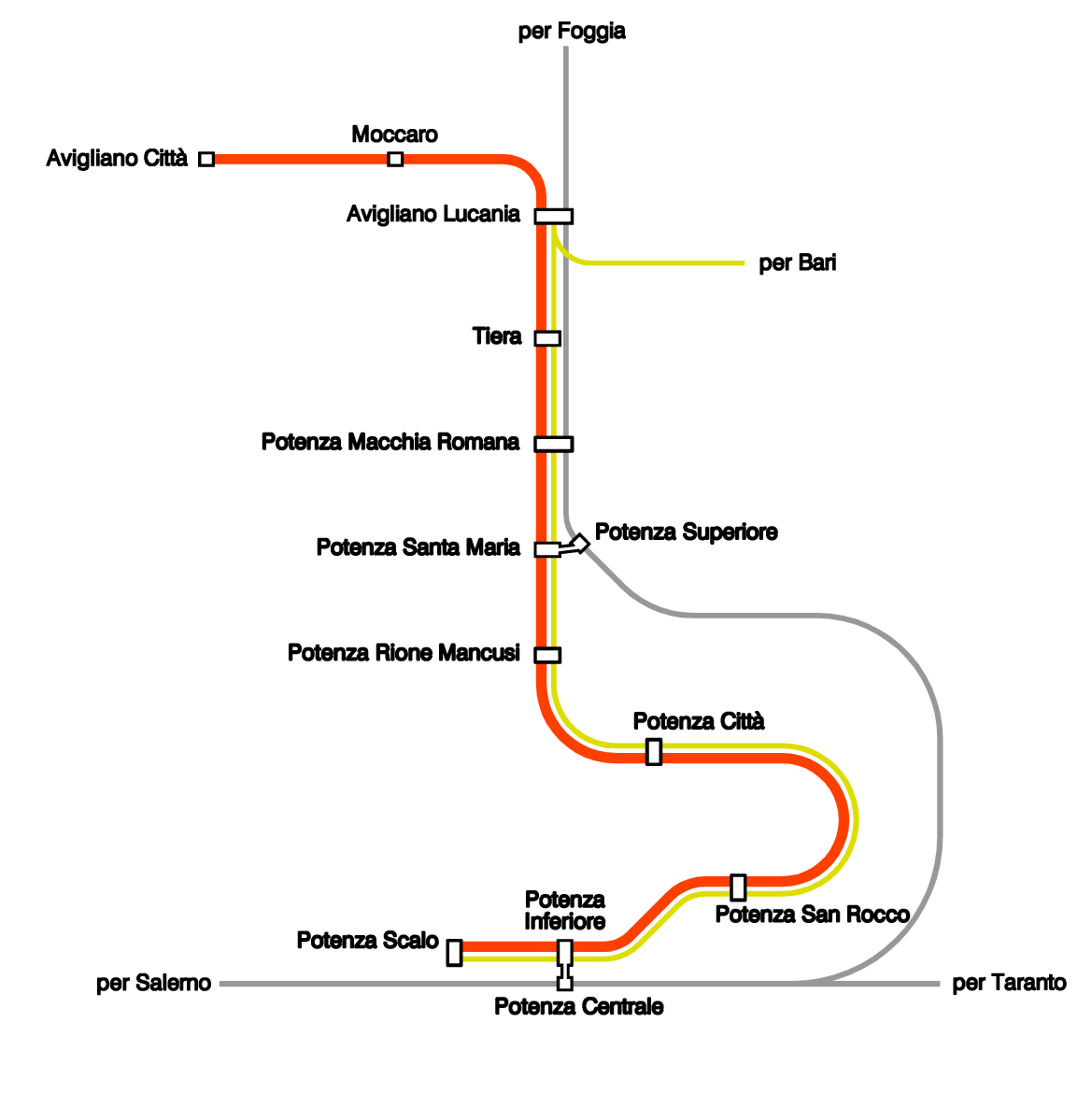
Rappresentazione schematica del servizio (in grigio la rete RFI)

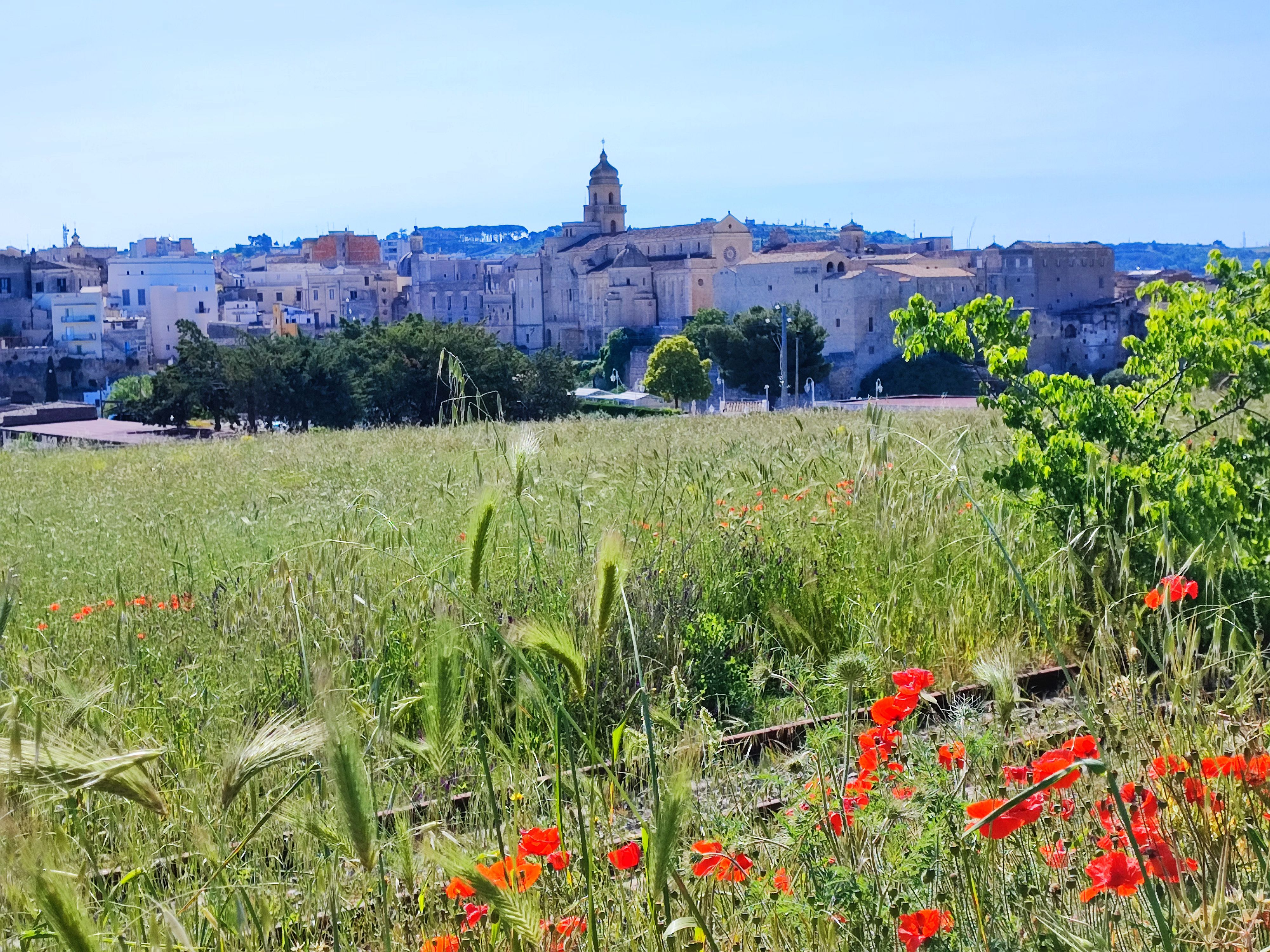
Linea ferroviaria nei pressi di Gravina in Puglia

Il servizio ferroviario metropolitano di Potenza, chiamato alcune volte erroneamente Metropolitana di Potenza, è gestito dalle Ferrovie Appulo Lucane nel tratto tra Avigliano e Potenza per un'estensione di circa 20 km.
Al 2019 il servizio prevedeva circa una corsa l'ora per direzione, ma non si trattava di un orario cadenzato.
Nel tratto comune a RFI e alla Ferrovie Appulo-Lucane, Potenza Inferiore-Avigliano Lucania, è possibile utilizzare il biglietto Trenitalia sulle corse delle Ferrovie Appulo-Lucane e viceversa.	

### Storia
L'attivazione del servizio avvenne il 1º novembre 2007 con 25 corse per direzione scese poi a 16 al giorno dal successivo 3 novembre. Il 7 ottobre 2024, in concomitanza dell'apertura del Terminal del Gallitello e con un mese di ritardo rispetto all'attivazione prevista nel contratto di servizio tra FAL e Regione Basilicata, alle 18 coppie Potenza-Avigliano sono state aggiunte ulteriori 16 limitate a Potenza Santa Maria, portando così il totale a 34. L'orario non è cadenzato e non prevede la sosta nella fermata di Rione Mancusi.
Gli interscambi con la rete statale RFI avvengono nelle stazioni di Potenza Centrale/Inferiore, Superiore/Santa Maria, Macchia Romana e Avigliano Lucania.
Il 25 gennaio 2011 fu approvato dal consiglio comunale del capoluogo lucano il Programma Integrato di Sviluppo Urbano Sostenibile (PISUS), finanziato dall'Unione europea e che comprendeva una serie di progetti atti a elevare la qualità urbana della città al livello di altre città italiane ed europee. Il servizio metropolitano prevedeva i seguenti progetti:
- tempo di percorrenza Gallitello - Ospedale/Macchia Romana = 15 minuti;
- orario cadenzato, nelle ore di punta (ogni 15 minuti) per favorire le coincidenze per Pietragalla, Acerenza;
- costruzione della fermata capolinea Gallitello (presso l'attuale depositi dei treni dove sorgerà un nuovo terminal);
- costruzione della fermata Ospedale (presso viale dell'Ateneo Lucano, dove verrà sdoppiato l'attuale binario unico e migliorata la fermata per l'ospedale e l'Università);
- costruzione del terminal Betlemme (nelle vicinanze del deposito SITA, via Appia);
- costruzione del terminal Lavangone (presso Avigliano di Lucania FS - Avigliano Scalo, la zona denominata nel progetto Porta Nord, dove una serie di parcheggi e una migliorata stazione, consentiranno all'utenza, soprattutto di tipo pendolare, di prendere i mezzi pubblici senza dover attraversare completamente la città, cercando così di migliorare la situazione traffico);
- costruzione di 3 sottopassi ferroviari: Via Roma - Via Angilla Vecchia e Via Calabria;
- miglioramento e messa in sicurezza di tutte le fermate già presenti e costruzione di:
  - fermata Parco Aurora (Parco Baden Powell - via Domenico Di Giura);
  - collegamenti dal terminal Ospedale alla struttura sanitaria e universitaria;
  - miglioramento dell'accessibilità e del collegamento tra la fermata di Potenza Inferiore e la stazione centrale di Piazza Marconi.

Nel mese di settembre 2015 le Ferrovie Appulo Lucane diedero il via ai lavori di miglioramento del servizio metropolitano che prevedevano l'eliminazione dei passaggi a livello ancora presenti in città, in via Angilla Vecchia, via Campania e via Roma, tramite la costruzione di sottopassi ferroviari, l'ammodernamento delle stazioni e la costruzione di una stazione capolinea in via del Gallitello con annessi parcheggi per l'interscambio.